# FitTV
FitTV amerykański kanał telewizyjny należący do Discovery Communications, poświęcony głównie ćwiczeniom fitness. Prezenterami stacji są takie gwiazdy fitness, jak: Friedrich Cathe, Mann Sharon, Henner Marilu, Webb Tamilee i inni.
Kanał rozpoczął działalność w 1993 roku jako "Cable Health Club" przez ABC Family. W 1999 roku kanał kupiła spółka Fox Cable Networks i przemianowała na "The Health Network". W sierpniu 2001 spółka Discovery Communications kupiła kanał za 255 milionów dolarów i po raz kolejny została zmieniona jego nazwa - tym razem na FitTV.